# Algimantas Šalna
Algimantas Šalna (n. 12 septembrie 1959, Ignalinos rajono savivaldybė⁠(d), RSS Lituaniană, URSS) este un biatlonist lituanian ce a reprezentat URSS, medaliat olimpic. A participat la o ediție a Jocurilor Olimpice (1984) în care a câștigat o medalie de aur.

## Participări
Lista de mai jos prezintă principalele competiții la care a participat Algimantas Šalna de-a lungul carierei.
- biathlon at the 1984 Winter Olympics – relay[*]